# Максимушкіна Віра Олександрівна
Віра Олександрівна Максимушкіна (7 червня 1923, Кошелеве — 10 березня 2006, Сімферополь) — український живописець; член Спілки радянських художників України з 1960 року. Мати художника Антона Павлючека.

## Біографія
Народилася 7 червня 1923 року в селі Кошелеві (нині Курська область, Росія). 1948 року закінчила Кримське художнє училище імені Миколи Самокиша. Була ученицею Михайла Крошицького, Михайла Щеглова, Йосипа Авсіяна.
Учителювала; упродовж 1950—1992 років працювала на Сімферопольському художньо-виробничому комбінаті. Жила у Сімферополі, в будинку на Північному провулку, № 15 та в будинку на вулиці Лєрмонтова, № 11, квартира № 133. Померла у Сімферополі  10 березня 2006 року.

## Творчість
Працювала в галузі станкового живопису. Авторка натюрмортів, портретів, тематичних картин у реалістичному стилі. Серед робіт:
- портрет графіка Анатолія Козлова (1957)[2];
- «Голуби» (1958);
- портрет члена бригади комуністичної праці доярки радгоспу «Південний» П. Товмаш (1960);
- портрет заслуженого діяча мистецтв УРСР Михайла Крошицького (1960);
- «Біля телевізора» (1964);
- «Комсомолки» (1968);
- «Сорок перший рік» (1970);
- «Цікава книга» (1972);
- «Дітям потрібен мир» (1987);
- «Юлія» (1999);
- «Рибак» (2000);
- «Дівчина у жовтому» (2001);
- «Наташа» (2001);
- «Натюрморт із кавуном» (2001).

Брала участь у республіканських виставках з 1952 року.